# Mal d'amore/Selvaggio
Mal d'amore/Selvaggio è un 45 giri della cantante italiana Iva Zanicchi, pubblicato nel 1977.
Il brano Selvaggio fu scritto da Cristiano Malgioglio, con la collaborazione della cantautrice Giuni Russo e della musicista Maria Antonietta Sisini.

## Tracce
Lato A
- Mal d'amore - (Malgioglio - Robbin - Mannix - Debbie Shelton)

Lato B
- Selvaggio - (Malgioglio - G. Romeo - Sisìni)